# Tidestromia
Tidestromia es un género de plantas con flores con siete especies de arbustos anuales o perennes nativo del desierto o regiones semiáridas del oeste de EE. UU., México y América tropical. Sus tallos son rojizos en contraste con sus hojas plateadas.

## Taxonomía
El género fue descrito por Paul Carpenter Standley  y publicado en Journal of the Washington Academy of Sciences 6(3): 70. 1916.

## Especies
- Tidestromia carnosa
- Tidestromia gemmata
- Tidestromia lanuginosa
- Tidestromia oblongifolia
- Tidestromia suffruticosa